# Ngày Sinh viên Quốc tế
Ngày Sinh viên Quốc tế được tổ chức hàng năm vào ngày 17 tháng 11.
Năm 1941, ngày này đã được công bố bởi một "Hội đồng sinh viên quốc tế" (International Students' Council) họp tại London và gợi nhớ đến các cuộc biểu tình sinh viên ở Prague chống lại sự chiếm đóng của Đức Quốc xã tại Tiệp Khắc vào năm 1939, trong chiến tranh thế giới 2. Các cuộc biểu tình đó đã bị đàn áp dã man: Ngày 17 tháng 11 năm 1939, 9 nhà hoạt động bị xử tử mà không qua xét xử, hơn 1.200 sinh viên đã bị đưa đến các trại tập trung.
Truyền thống kỷ niệm này đã được duy trì bởi sự kế thừa với Liên đoàn Sinh viên Quốc tế, mà cùng với Liên hiệp Sinh viên Quốc gia ở châu Âu (National Unions of Students in Europe) và các nhóm khác đã vận động để ngày này trở thành ngày kỷ niệm chính thức của Liên Hợp Quốc.

## Ngày kỷ niệm năm 1989

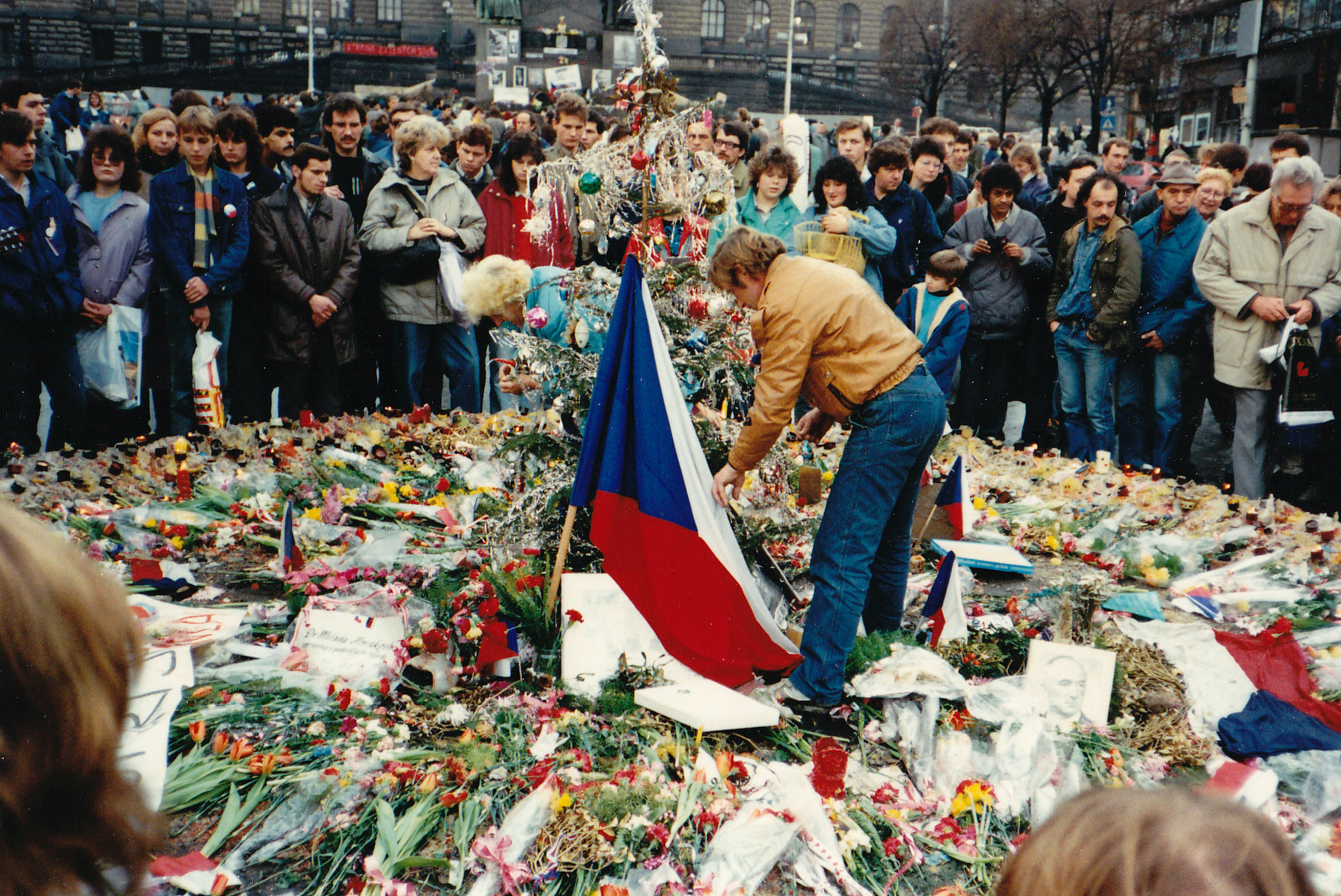
Những sinh viên tại Prag biểu tình (với Václav Havel ở giữa) kỷ niệm Ngày Sinh viên Quốc tế, năm 1989

Ngày 17 tháng 11 năm 1989, lãnh đạo các nhóm sinh viên độc lập tại Prague cùng với Liên minh Xã hội chủ nghĩa của Thanh niên (SSM / SZM, nguyên là do nhà nước Tiệp Khắc tạo ra) đã tổ chức một cuộc biểu tình đại chúng để kỷ niệm 50 năm 'Ngày sinh viên quốc tế'. Sự kiện 50 năm Ngày sinh viên quốc tế đã cho sinh viên một cơ hội để bày tỏ sự không hài lòng của họ với các chính sách của Đảng cộng sản Tiệp Khắc. Khoảng 15.000 người đã tham gia cuộc biểu tình này. Cuộc biểu tình hòa bình đã biến thành bạo lực, khi màn đêm buông xuống, với nhiều người tham gia bị đánh đập dã man bởi cảnh sát chống bạo động, mũ nồi đỏ, và các thành viên khác của các cơ quan thực thi pháp luật. Sau đó, các tin đồn về một học sinh đã chết do sự tàn bạo của cảnh sát dẫn đến quyết định đình công và mở rộng biểu tình của sinh viên và diễn viên sân khấu ngay trong đêm đó và đã giúp châm ngòi cho cuộc Cách mạng Nhung tại Tiệp Khắc, lật đổ chế độ Cộng sản.
Kể từ năm 2000, ngày này được gọi là "Ngày đấu tranh cho Tự do và Dân chủ" và là ngày nghỉ chính thức tại Cộng hòa Séc và Slovakia.